# Moviment per la Pau i la Justícia
El Moviment per la Pau i la Justícia (Movement for Peace and Justice MPJ) és un moviment polític musulmà de l'Índia, a l'estat de Telangana La seva bandera és vertical vermella, blanca i blau cel, amb les sigles en negre al centre (en vertical). El moviment fou fundat per Abu-u-Nasr Abir said l'abril del 2008. Fou el primer moviment revolucionari telugu musulmà. Va participar activament a la 'Marxa de Millions', una protesta organitzada a Hyderabad per demanar un estat separat de Telangana.